# El Khabar
El Khabar (in arabo الخبر) è un quotidiano algerino fondato nel 1990.

## Storia
El Khabar è stato fondato nel novembre 1990 dal giornalista Omar Ourtilane ed è di proprietà di un gruppo di giornalisti.
Dal 1995, El Khabar è l'unico quotidiano privato algerino, in associazione con il quotidiano in lingua francese El Watan, a disporre di proprie tipografie: una ad Algeri, un'altra a Costantina e le altre due a Orano e Ouargla. Nel 2006 El Khabar ha lanciato anche la propria agenzia pubblicitaria, El Khabar Pub. Nel 2008, El Khabar si è trasferito in un proprio edificio a Hydra.
Nel luglio 2016, Mohamed Tamalt, 42 anni, ex corrispondente da Londra che scriveva ancora articoli per il giornale, è stato arrestato all'aeroporto di Algeri. Condannato a due anni di carcere per "offesa al Presidente della Repubblica" ha iniziato uno sciopero della fame ed è morto nel dicembre 2016 nella sezione per detenuti dell'ospedale di Bab el Oued. È il primo giornalista morto in carcere dall'indipendenza dell'Algeria.